# Автошлях Т 0813
Автошля́х Т 0813 — автомобільний шлях територіального значення в Запорізькій області. Проходить територією Чернігівського та Токмацького районів через Чернігівку — Токмак. Загальна довжина — 31,1 км.

## Маршрут
Автошлях проходить через такі населені пункти:
| Автошлях Т 0813     |           |
| Запорізька область  |           |
| Чернігівський район |           |
| Чернігівка          |           |
| Стульневе           |           |
| Стульневе           |           |
| Токмацький район    |           |
| Урожайне            |           |
| Остриківка          |           |
| Снігурівка          |           |
| Фабричне            |           |
| Лугівка             |           |
| Токмак              | Н30Т 0401 |